# 吉井村 (新潟県佐渡郡)
吉井村（よしいむら）は、かつて新潟県佐渡郡にあった村。

## 地理
- 島嶼:佐渡島

## 沿革
- 1889年（明治22年）4月1日 - 町村制施行に伴い加茂郡吉井町、大和村、安養寺村、吉井本郷、水渡田村、三瀬川村、立野村、旭村が合併し、吉井村が発足。
- 1896年（明治29年）4月1日 - 郡の統合により佐渡郡に所属[1]。
- 1901年（明治34年）11月1日 - 佐渡郡秋津村、長江村と合併し、吉井村を新設。
- 1954年（昭和29年）11月3日 - 村域を二分割し、大字立野・旭・秋津・潟端・長江・上横山・下横山は、佐渡郡両津町、加茂村、河崎村、水津村、岩首村、内海府村と合併し、市制施行して両津市となる。大字吉井・吉井本郷・大和・安養寺・三瀬川・水渡田は、佐渡郡金沢村と合併し、金井村となる。